# Teknisk Kollegium
55°23′22.86″N 10°23′5.45″Ø / 55.3896833°N 10.3848472°Ø
Teknisk Kollegium i Odense er opført i 1953 til at huse elever fra Teknisk Skole. Dermed er kollegiet blandt de ældste i Odense. 
Kollegiet ligger centralt i byen lige ved Munke Mose og Odense Å. Bygningen er på fem etager, og var oprindeligt med værelser i varierende størrelser fra 9 m² til 61 m² der udmærkede sig ved at have egen gymnastiksal i kælderen.
I 2012-13 blev kollegiet bygget om til 83 moderne ungdomsboliger og i den forbindelse blev navnet ændret til Munke Mose Park. Administrator af boligerne er Kollegieboligselskabet i Odense.
|  | Denne artikel om en bygning eller et bygningsværk kan blive bedre, hvis der indsættes et (bedre) billede. Du kan hjælpe ved at afsøge Wikimedia Commons for et passende billede eller lægge et op på Wikimedia Commons med en af de tilladte licenser og indsætte det i artiklen. |